# Metal for Muthas
Metal for Muthas är ett NWOBHM-samlingsalbum släppt den 15 februari, 1980. Albumet var det första som Iron Maiden dök upp på, tidigare hade de släppt en egen EP, The Soundhouse Tapes, men aldrig medverkat på en skiva. Samlingsalbumet fick blandad kritik men de flesta var överens om att Iron Maidens två låtar på albumet, Sanctuary och Wrathchild, var de bästa. 
Albumet hjälpte Iron Maiden mycket att få ut sin musik till fler människor, en turné följde även albumet, The Metal for Muthas Tour som spelades på platser runt om i England. Deras två låtar spelades in på EMI:s högkvarter i London, när Tony Parsons var med i bandet. Dock är det osäkert om han medverkade in inspelningarna av de här två låtarna. 
Direkt efter att Iron Maiden gjort klart sin turné med Metal for Muthas-gänget så släppte de sin första skiva Iron Maiden. I mars, 2000 så släpptes albumet igen på en remastrad CD av Iron Maidens bolag, Sanctuary Records. 

## Låtlista
- Sanctuary - Iron Maiden
- Sledgehammer - Sledgehammer
- Fighting For Rock And Roll - E.F. Band
- Blues In A - Toad The Wet Sprocket
- Captured City - Praying Mantis
- Fight Back - Ethel The Frog
- Baphomet - Angel Witch
- Wrathchild - Iron Maiden
- Tomorrow Or Yesterday - Samson
- Bootliggers - Nutz